# Solomon R. Guggenheim Museum

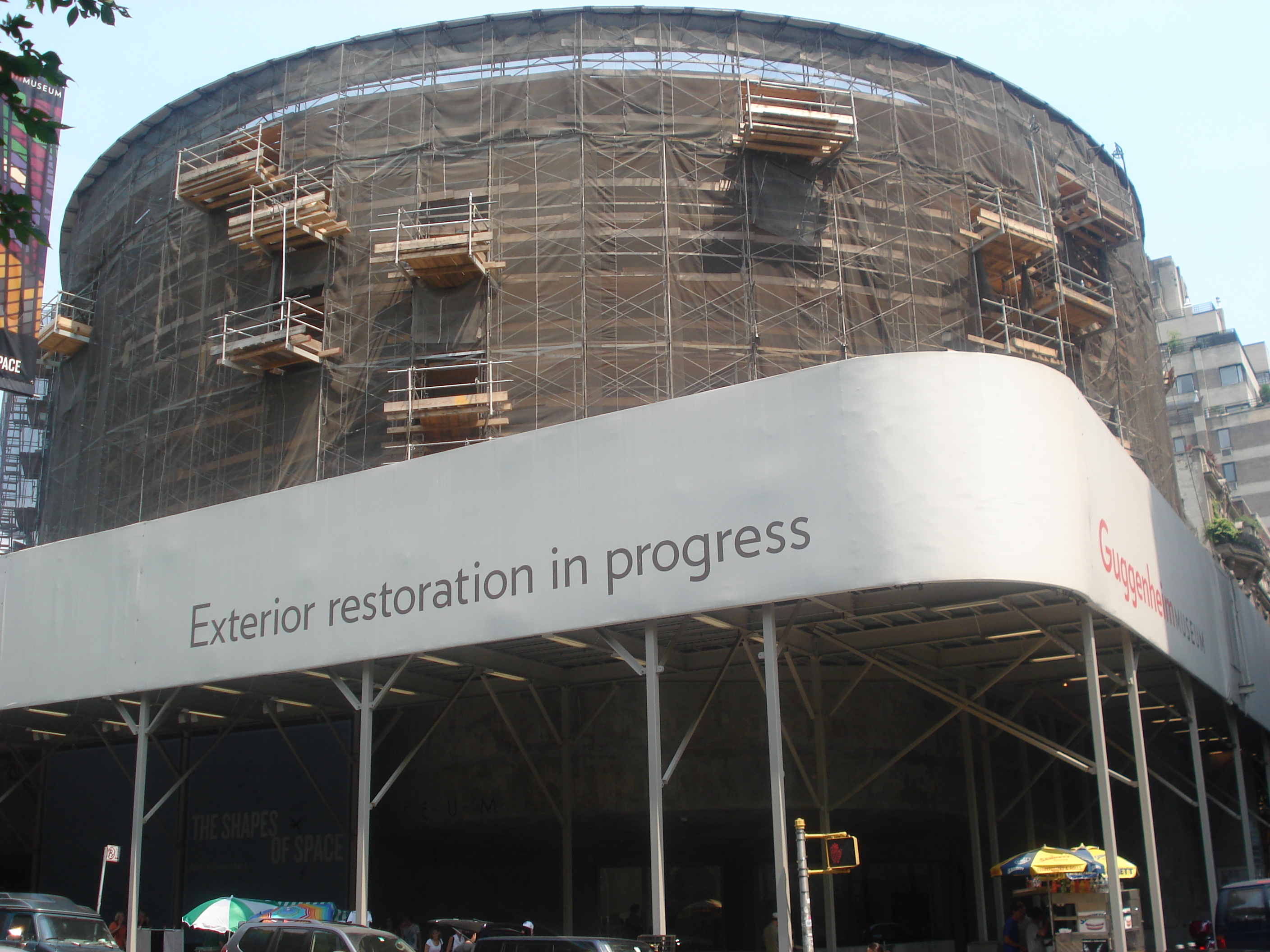
Buitenkant in de steigers

Het Solomon R. Guggenheim Museum is een museum voor moderne kunst aan 5th Avenue in New York.
Het is het oorspronkelijke Guggenheimmuseum, naast het Guggenheim Museum in Bilbao en de Peggy Guggenheim Collection in Venetië. De inmiddels gesloten Guggenheim Musea in Las Vegas (Guggenheim Hermitage Museum) en Berlijn (Deutsche Guggenheim) maakten ook deel uit van de Solomon R. Guggenheim Foundation.
Het oorspronkelijke gebouw is een museumstuk op zich door zijn bijzondere vormgeving. De tentoonstellingsruimte bestaat uit een spiraalvorm, die zich ook buiten manifesteert. De kunstwerken worden tentoongesteld langs een spiraalvormig verlopende helling die het gehele gebouw doorloopt. Het centrale deel van de ruimte, dat doorloopt over alle verdiepingen (voor zover men hier van verdiepingen kan spreken), is afgedekt door een grote lichtkoepel. Het is ontworpen door de Amerikaanse architect Frank Lloyd Wright in samenwerking met Hilla von Rebay van de Solomon R. Guggenheim Foundation. Sinds 2019 staat het museum (samen met 7 andere bouwwerken van Wright) als onderdeel en voorbeeld van de 20e-eeuwse architectuur van Frank Lloyd Wright op de Unesco-Werelderfgoedlijst.

## Geschiedenis
Het Guggenheim Museum begon als museum voor de privécollectie van Solomon R. Guggenheim.
In 1956 werd met de bouw begonnen en op 21 oktober 1959 ging het museum in New York open. Architect Frank Lloyd Wright overleed een half jaar voor de opening. In 1992 kwam een uitbreiding gereed en werd de museumruimte verdubbeld met een tien verdiepingen hoge toren, hetgeen reeds door Wright werd voorzien in zijn plannen. Architect van de uitbreiding was Gwathmey Siegel & Associates. In 2006 en 2007 werd het gebouw aan de buitenkant volledig gerestaureerd. Omdat ze het gevaarlijk vonden en de structuur niet vertrouwde voor het openbaar publiek van 2006 en 2007.

## Kunststromingen
In het Guggenheim Museum zijn vooral kunstwerken van de stromingen van de moderne en hedendaagse kunst te zien, zoals:
- postimpressionisme
- modernisme
- expressionisme
- dadaïsme
- neoplasticisme
- surrealisme
- abstract expressionisme
- neoconceptualisme

## Werken
Enkele werken zijn:

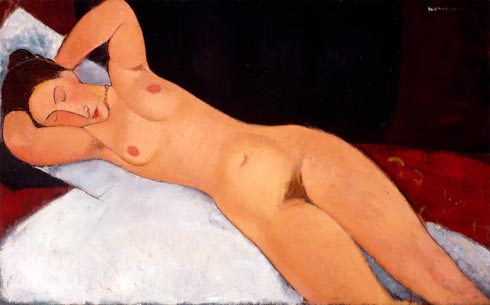
Liggend naakt uit 1917 van Amedeo Modigliani

- Parijs vanuit het venster gezien van Marc Chagall
- Gele koe van Franz Marc
- Naakt van Amedeo Modigliani
- Blonde vrouw van Picasso
- Strijkende vrouw van Picasso
- Voor de spiegel van Édouard Manet
- Vrouw met vaas van Fernand Léger
- Zwarte lijnen van Wassily Kandinsky
- De huilende krokodil van Karel Appel
- Landschap met sneeuw van Vincent van Gogh